# Eleição municipal de Viamão em 2016
A eleição municipal de Viamão em 2016 foi realizada para eleger um prefeito, um vice-prefeito e 21 vereadores no município de Viamão, no estado brasileiro do Rio Grande do Sul. Foram eleitos ) e  para os cargos de prefeito(a) e vice-prefeito(a), respectivamente.
Seguindo a Constituição, os candidatos são eleitos para um mandato de quatro anos a se iniciar em 1º de janeiro de 2017. A decisão para os cargos da administração municipal, segundo o Tribunal Superior Eleitoral, contou com 134 827 eleitores aptos e 9 947 abstenções, de forma que 7.38% do eleitorado não compareceu às urnas naquele turno.

## Resultados

### Eleição municipal de Viamão em 2016 para Prefeito
A eleição para prefeito contou com 6 candidatos em 2016: Romer dos Santos Guex do Partido Socialismo e Liberdade, Eliseu Fagundes Chaves do Partido dos Trabalhadores, André Nunes Pacheco do Partido da Social Democracia Brasileira, Andreia Cristine Souza Gutierres do Partido Trabalhista Brasileiro, Ederson Machado dos Santos do Partido Democrático Trabalhista, Jorge Luiz Prates Chiden do Rede Sustentabilidade que obtiveram, respectivamente, 10 005, 18 849, 56 739, 7 522, 3 631, 1 417 votos. O Tribunal Superior Eleitoral também contabilizou 7.38% de abstenções nesse turno. 
| Candidato(a)                           | Vice                           | Coligação                                                | Votos recebidos | Percentual |
| -------------------------------------- | ------------------------------ | -------------------------------------------------------- | --------------- | ---------- |
| André Nunes Pacheco (PSDB)             | Valdir Jorge Elias             | Pra Viamão Seguir Avançando, a Mudança Tem que Continuar | 56739           | 57.8%      |
| Eliseu Fagundes Chaves (PT)            | Anderson Alberto Silva de Lima | Frente Popular Solidaria                                 | 18849           | 19.2%      |
| Romer dos Santos Guex (PSOL)           | Maria Darcila Tinoco           | Chega dos Mesmos                                         | 10005           | 10.19%     |
| Andreia Cristine Souza Gutierres (PTB) | Rodrigo Silva Cristina         | Viamão para Todos                                        | 7522            | 7.66%      |
| Ederson Machado dos Santos (PDT)       | Robinson Duarte de Souza       | Partido Democrático Trabalhista (sem coligação)          | 3631            | 3.7%       |
| Jorge Luiz Prates Chiden (REDE)        | Mario Cezar Dutra Cardozo      | Rede Sustentabilidade (sem coligação)                    | 1417            | 1.44%      |

### Eleição municipal de Viamão em 2016 para Vereador
Na decisão para o cargo de vereador na eleição municipal de 2016, foram eleitos 21 vereadores com um total de 105 743 votos válidos. O Tribunal Superior Eleitoral contabilizou 10 391 votos em branco e 8 746 votos nulos. De um total de 134 827 eleitores aptos, 9 947 (7.38%) não compareceram às urnas .
| Nome                               | Partido político                               | Coligação                                               | Votos recebidos | Percentual |
| ---------------------------------- | ---------------------------------------------- | ------------------------------------------------------- | --------------- | ---------- |
| Marciel Fauri Bergmann             | Partido Social Democrático (PSD)               | Frente Social Democrática                               | 3002            | 2.84%      |
| Sergio Jesus Cruz Angelo           | Partido Verde (PV)                             | Partido Verde (sem coligação)                           | 2072            | 1.96%      |
| Francinei Marcos Bonatto           | Partido da Social Democracia Brasileira (PSDB) | Partido da Social Democracia Brasileira (sem coligação) | 2013            | 1.9%       |
| Alexandre Gomes Mello              | Partido Republicano Brasileiro (PRB)           | Partido Republicano Brasileiro (sem coligação)          | 1929            | 1.82%      |
| Dilamar de Jesus Silva             | Partido Socialista Brasileiro (PSB)            | Partido Socialista Brasileiro (sem coligação)           | 1882            | 1.78%      |
| Jesse Sangalli de Mello            | Partido da Social Democracia Brasileira (PSDB) | Partido da Social Democracia Brasileira (sem coligação) | 1790            | 1.69%      |
| Diego Ramos dos Santos             | Partido Social Democrático (PSD)               | Frente Social Democrática                               | 1539            | 1.46%      |
| Luís Armando Corrêa Azambuja       | Partido dos Trabalhadores (PT)                 | Frente Popular Solidaria                                | 1407            | 1.33%      |
| Adão Pretto Filho                  | Partido dos Trabalhadores (PT)                 | Frente Popular Solidaria                                | 1367            | 1.29%      |
| Nadim Harfouche                    | Progressistas (PP)                             | Progressistas (sem coligação)                           | 1318            | 1.25%      |
| Silvio Roberto Streit Junior       | Partido Trabalhista Brasileiro (PTB)           | Viamão Para Todos                                       | 1289            | 1.22%      |
| Belamar Pinheiro                   | Partido da Social Democracia Brasileira (PSDB) | Partido da Social Democracia Brasileira (sem coligação) | 1281            | 1.21%      |
| João Carlos Oliveira da Silva      | Movimento Democrático Brasileiro (MDB)         | Movimento Democrático Brasileiro (sem coligação)        | 1260            | 1.19%      |
| Evandro Costa da Silva Rodrigues   | Partido da Social Democracia Brasileira (PSDB) | Partido da Social Democracia Brasileira (sem coligação) | 1230            | 1.16%      |
| Edi da Silva                       | Partido da Social Democracia Brasileira (PSDB) | Partido da Social Democracia Brasileira (sem coligação) | 1184            | 1.12%      |
| Eraldo Antonio Almeida Roggia      | Partido Trabalhista Brasileiro (PTB)           | Viamão Para Todos                                       | 1106            | 1.05%      |
| André Francisco de Souza Gutierres | Progressistas (PP)                             | Progressistas (sem coligação)                           | 1019            | 0.96%      |
| Carlos Augusto da Silva Lopes      | Partido Socialismo e Liberdade (PSOL)          | Chega Dos Mesmos                                        | 851             | 0.8%       |
| Rodrigo Silveira da Silva          | Partido Democrático Trabalhista (PDT)          | Partido Democrático Trabalhista (sem coligação)         | 838             | 0.79%      |
| Igor Bernardes de Oliveira         | Partido Popular Socialista (PPS)               | Mudança e Renovação                                     | 736             | 0.7%       |
| Marcio Alberto Schenk              | Partido Socialista Brasileiro (PSB)            | Partido Socialista Brasileiro (sem coligação)           | 715             | 0.68%      |